# František z Khevenhüller-Metsche
František hrabě z Khevenhüller-Metsche (německy Franz Salesius Seraphicus Anton Graf von Khevenhüller-Metsch, 3. října 1783, Vídeň – 14. listopadu 1867, Praha) byl rakouský generál ze starého šlechtického rodu. Od roku 1800 sloužil v císařské armádě a vyznamenal se statečností během napoleonských válek. Souběžně postupoval v hierarchii Maltézského řádu, jehož členem byl od roku 1794. V rakouské armádě dosáhl hodnosti polního zbrojmistra a v letech 1848–1850 byl zemským velitelem v Čechách. V letech 1847–1867 byl velkopřevorem Maltézského řádu v Českém království, v roce 1861 se stal členem rakouské panské sněmovny.

## Životopis

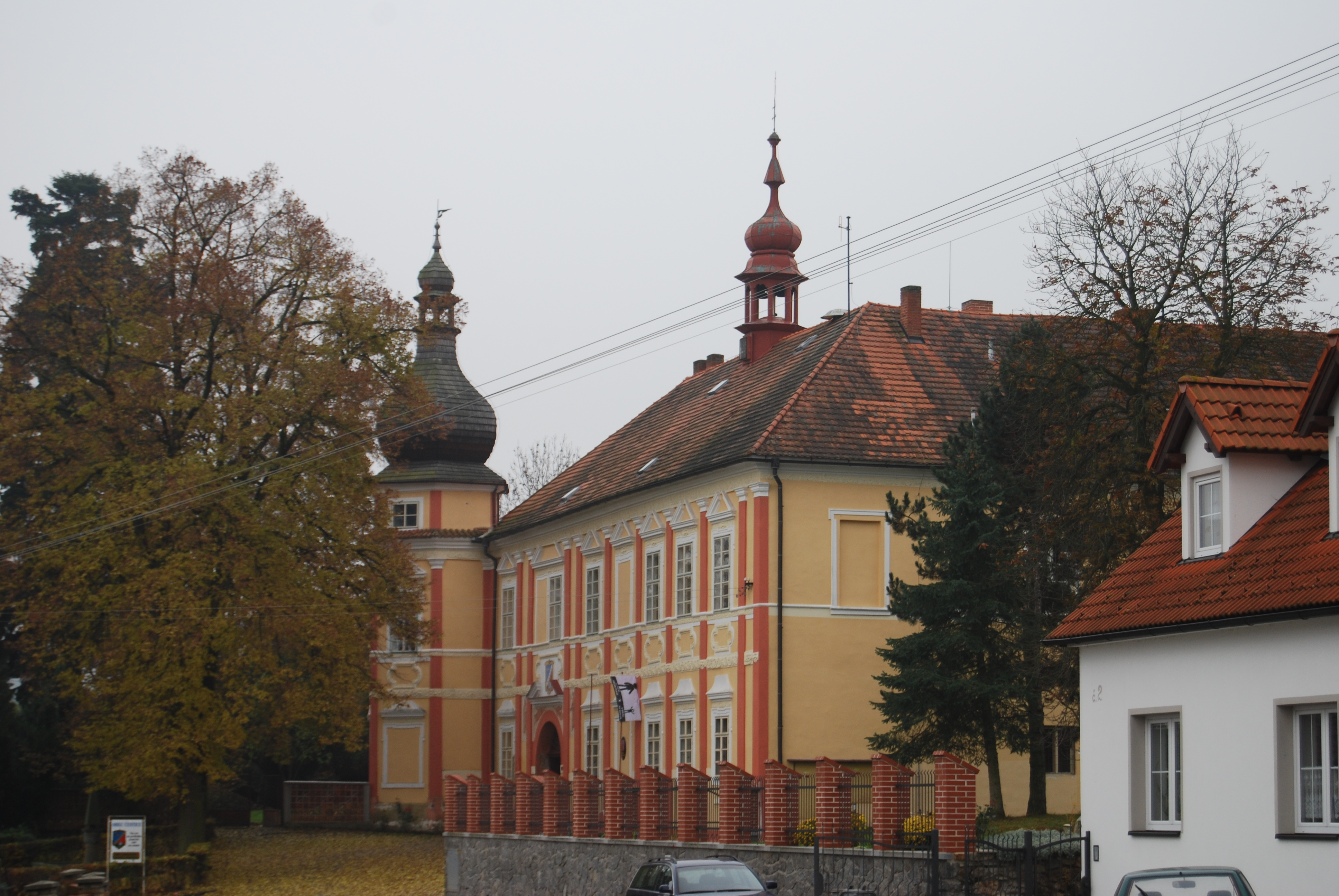
Zámek Čestice, majetek Františka Khevenhüllera-Metsche od roku 1861

Pocházel ze starého rakouského šlechtického rodu Khevenhüllerů, narodil se ve Vídni jako pátý a nejmladší syn polního podmaršákla Jana Josefa z Khevenhülleru (1733–1792), po matce Marii Josefě (1750–1806) byl vnukem moravského zemského hejtmana Františka Antonína ze Schrattenbachu, po otci byl vnukem císařského nejvyššího hofmistra knížete Jana Josefa z Khevenhüller-Metsche. Po studiích na vojenské škole vstoupil v roce 1800 do rakouské armády a zúčastnil se napoleonských válek. Vynikl statečností v bitvě u Wagramu, kdy byl již hejtmanem (1809), v závěru napoleonských válek byl povýšen na majora (1815). Poté sloužil u různých posádek v habsburská monarchie a postupoval v hodnostech (podplukovník 1823, plukovník 1825), vyznačoval se vždy disciplínou a oddaností vojenským záležitostem.

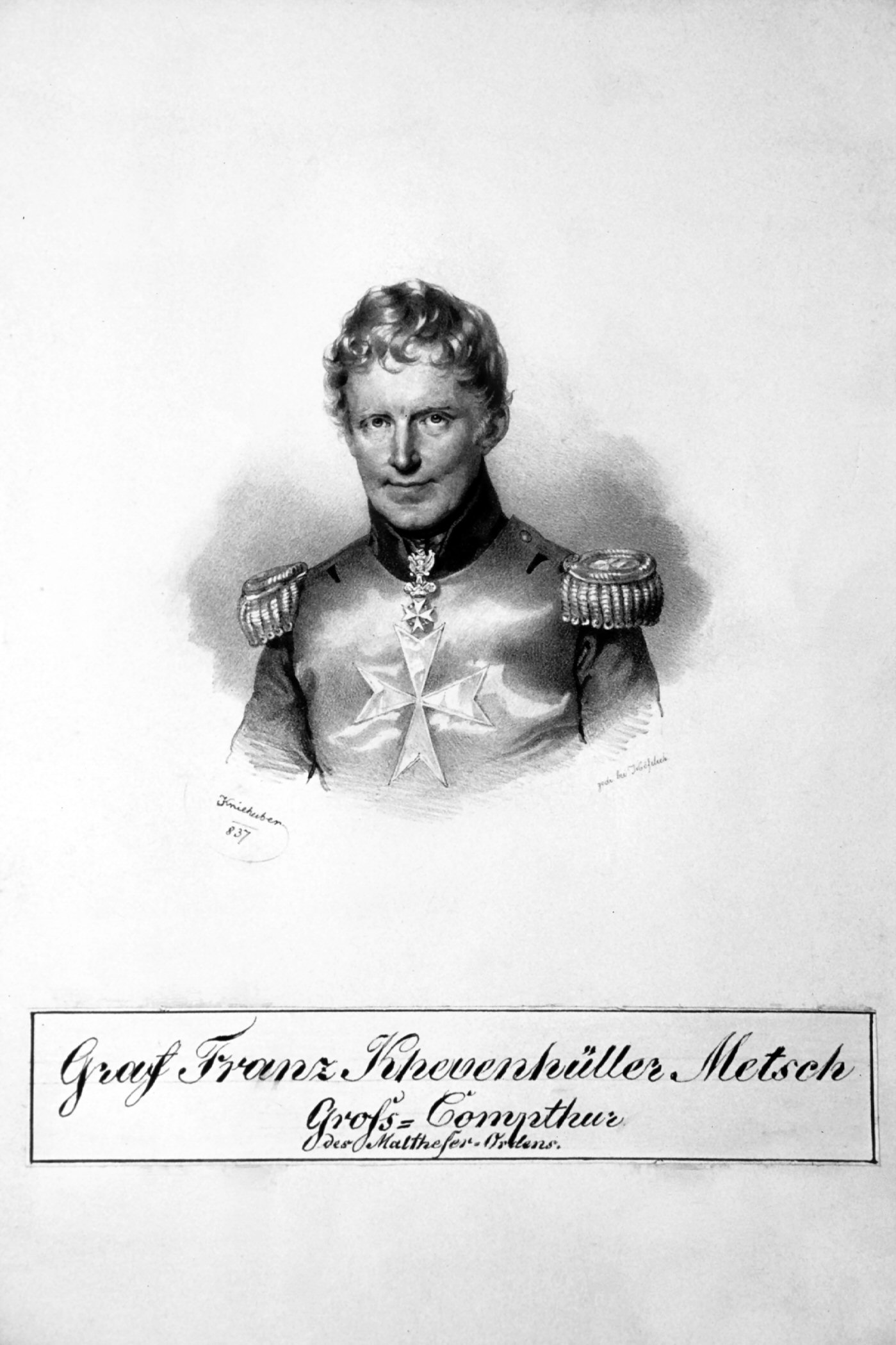
Generálmajor František z Khevenhüller-Metsche (1837, Josef Kriehuber, litografie)

Od mládí byl též rytířem Maltézského řádu a postupoval v jeho hierarchii. Po roce 1832 diplomatickým zástupcem řádu v Rakousku, od roku 1837 byl komturem řádové komendy ve Vídni. Mezitím byl povýšen na generálmajora (1833) a polního podmaršála (1842). Od roku 1847 byl velkopřevorem Maltézského řádu pro České království a v letech 1848–1850 zároveň zemským velitelem v Čechách (v této funkci nahradil maršála Windischgrätze, který byl převelen do Uher k potlačení revoluce). V roce 1849 dosáhl hodnosti polního zbrojmistra a v letech 1850–1851 byl vojenským a civilním guvernérem ve Lvově. Aktivní kariéru v armádě zakončil jako prezident Nejvyššího vojenského soudního dvora ve Vídni (1851–1852). Jako maltézský velkopřevor nadále trvale pobýval v Praze, ale věnoval se i správě statků v majetku řádu (Strakonice, Dětenice, Obytce, Horní Libchava). Ve Strakonicích se zasloužil o výstavbu školy a s kapitálem 1 000 zlatých založil v roce 1854 nadaci pro chudé. Poblíž Strakonic koupil v roce 1861 do svého soukromého majetku statky Čestice a Dřešínek. Byl též c. k. tajným radou a komořím, v roce 1861 byl jmenován doživotním členem rakouské panské sněmovny. Zemřel ve Velkopřevorském paláci v Praze ve věku 84 let.